# James Braid (golf)
Pour les articles homonymes, voir James Braid et Braid (homonymie).
Jambes Braid, né le 6 février 1870 à Earlsferry en Fife et mort le 27 novembre 1950 à Londres, est un golfeur professionnel écossais. Membre du grand triumvirat de ce sport avec Harry Vardon et John Henry Taylor, il est connu également pour ses qualités d'architecte de parcours de golf.

## Biographie
Fils d'agriculteur, James Braid est né à Earlsferry en Fife, près de Saint Andrews. Parce que ses parents veulent qu'il ait un « vrai métier » avant de se consacrer au golf, il part pour Londres et devient marchand de vêtements et de matériel dans les surplus de l'Armée royale. Il se fait ensuite fabricant de matériel de golf. D'abord golfeur amateur, il devient professionnel en 1893 et participe à son premier Open britannique en 1894.
Ce n'est qu'à partir de 1901 qu'il parvient à inscrire son nom au palmarès de l'Open britannique. Il remporte à nouveau ce tournoi en 1905, 1906, 1908 et 1910. Il devient le premier golfeur à marquer en moins de 70 dans le tournoi de 1904 et le premier à s'y imposer à cinq reprises. Bien qu'il demeure à Londres, c'est en Écosse qu'il remporte tous ces Open britanniques. Il remporte par ailleurs à quatre reprises le championnat britannique de match play en 1903, 1905, 1907 et 1911 et l'Open de France en 1910. Pendant toute cette période, il forme avec Harry Vardon et John Henry Taylor le « Grand Triumvirat ».
En 1912, il se retire de la compétition et devient architecte de parcours de golf, notamment du Carnoustie Golf Links. Ce parcours d'hôte de l'Open britannique est redessiné par ses soins en 1926. En 1950, il est avec John Henry Taylor et William Auchterlonie le premier golfeur professionnel à être éu membre honoraire du Royal and Ancient Golf Club of St Andrews.

## Palmarès
- Vainqueur de l'Open britannique : 1901, 1905, 1906, 1908 et 1910.
- Vainqueur du championnat britannique de match play : 1903, 1905, 1907 et 1911.
- Vainqueur de l'Open de France : 1910.